# Primærrute 13
Primærrute 13 är en cirka 138 km lång väg (primærrute) på Jylland i Danmark. Den går mellan E45 i Vejle och E45 mellan Randers och Ålborg. Dess sträckning är mer rak än E45, som går åt öster över Århus. Längs större delen av sträckan trafikeras den av 5-10 000 fordon per dygn.